# Lesopark

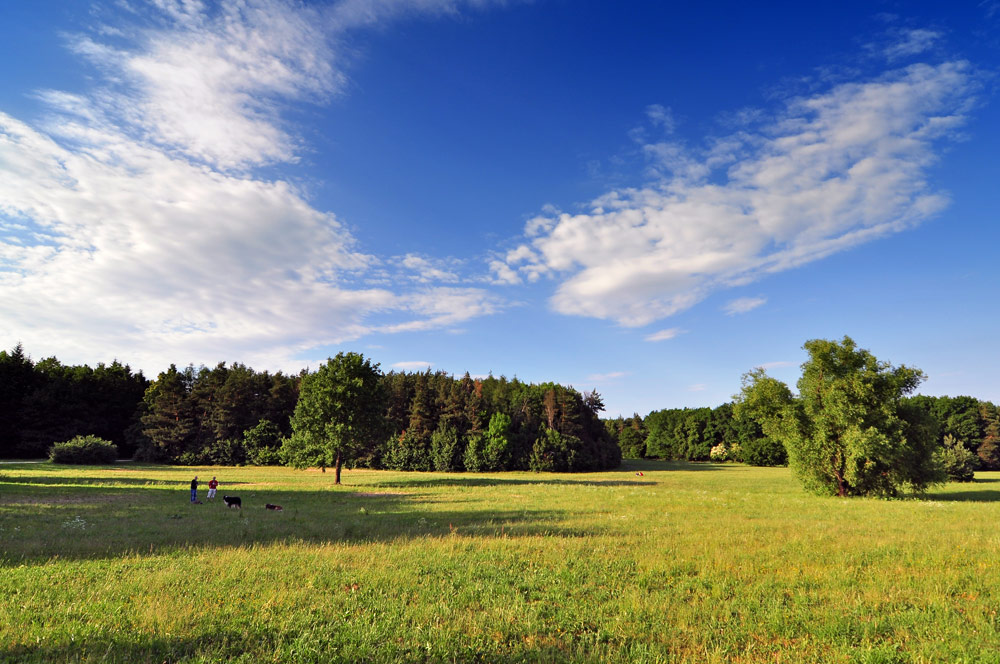
Lesopark Hostivař

Lesopark (neboli lesní park či park v lese) je obvykle příměstský les, který v sobě kombinuje prvky původního lesa a běžného městského parku.
Na rozdíl od běžného lesa je zde potlačena jeho původní funkce produkce dřevní hmoty ve prospěch nové základní funkce, kterou je zde především oddech, odpočinek, relaxace, rekreace, zábava a sportovní aktivity obyvatelstva, nezanedbatelná je zde i jeho funkce okrasná, estetická a krajinotvorná. Z těchto důvodů lesoparky obvykle bývají zřizovány zejména na okrajích velkých měst respektive v okolí velkých lidských sídlišť, v okolí lázeňských měst nebo v okolí hojně navštěvovaných rekreačních středisek. Lesoparkovou úpravu mohou mít i některé zoologické zahrady (např. Zoo Brno nebo Zoo Ostrava), muzea v přírodě apod.
Původní les zde bývá obohacen zejména o hustší síť upravených lesních cest, které mohou být doplněny lavičkami, altány, vodními plochami (jezírky, rybníčky, fontánami), plastikami, studánkami, veřejnými zahrádkami, dětskými hřišti, prostory vhodnými pro výcvik psů, drobnými zařízeními pro rekreační a kondiční sportování v přírodě a dalším vhodným občanským vybavením známým z běžných parků. Svým pojetím má velmi blízko k anglickému parku.
V ideálním případě běžný městský park na okraji města postupně přechází v lesopark, dále od města pak lesopark přechází v normální les.

## Příměstský park
Parky, lesy a zeleň na okraji měst se označují jako příměstské (periurbánní) parky,, nebo krajinné parky., Často plní významnou ekologickou a sociální funkci v krajině. Tyto oblasti bývají ohroženy urbanizací a dalšími negativními procesy jako jsou např. znečištění, invaze nepůvodních druhu nebo černé skládky.,